# Eloeophila subaprilina
Eloeophila subaprilina is een tweevleugelige uit de familie steltmuggen (Limoniidae). De soort komt voor in het Palearctisch gebied.